# 全国自然養鶏会
全国自然養鶏会（ぜんこくしぜんようけいかい）は自然養鶏を営む農家による情報交換や交流会を行う団体である。全国を8つに分けたブロックの連合体で、運営事務局は2年ごとの各ブロックの交代制。1983年1月10日設立。中島正の著書『自然卵養鶏法』に共感した吉田行由が農文協刊の月刊誌「現代農業」において設立を呼びかけたのが始まり。

## 自然養鶏とは

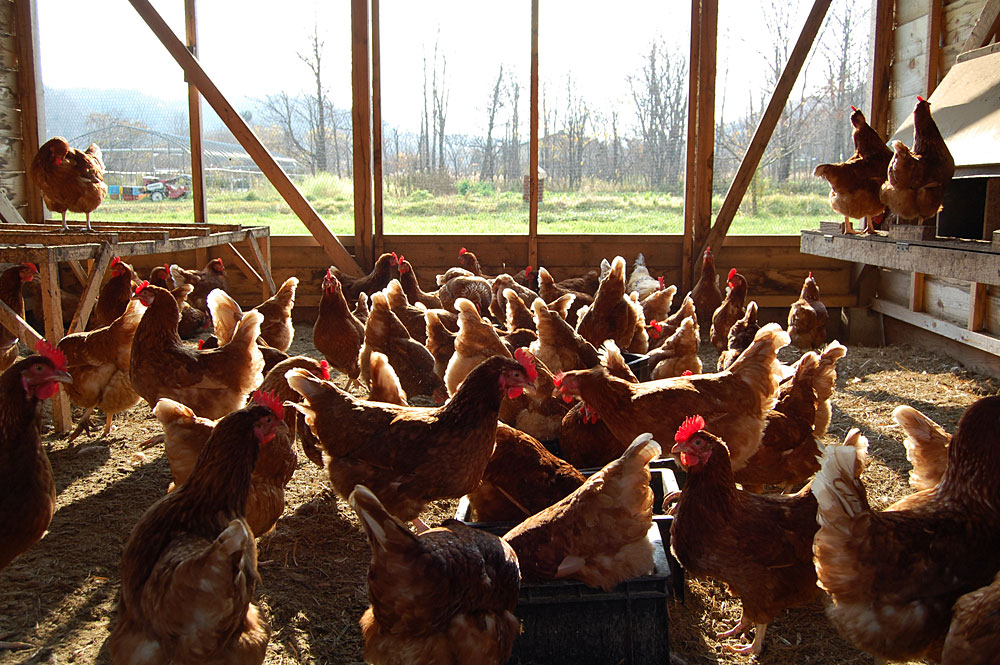
平飼い養鶏

自然養鶏とは主として以下の要件を満たす養鶏法である。
- 平飼い - 地面に放し飼いにする飼い方。
- 自家配合飼料 - 単味飼料を自分で配合すること。
- 緑餌多給 - クローバーやオーチャードグラスなどの青草をたくさん与えること。

## 活動
1. 機関誌「鶏声」（全国版）の発行。
2. 全国交流会及び研修会の開催。
3. その他、本会の目的を達成するために必要な事業。

## 沿革
- 1982年 - 吉田行由（静岡）が「現代農業」に会の設立を呼びかける。
- 1983年 - 会設立。中島正が顧問となる。
- 1984年 - 関西支部結成（兵庫県）、東北支部結成（岩手県）、中部支部結成（長野県）、四国支部結成（香川県）、北海道支部結成（小樽市）。